# (72678) 2001 FY60
(72678) 2001 FY60 – planetoida z pasa głównego asteroid okrążająca Słońce w ciągu 5,25 lat w średniej odległości 3,02 j.a. Odkryta 19 marca 2001 roku.